# Yuya Torikai
Yuya Torikai (鳥養 祐矢 Torikai Yuya?), född 11 maj 1988 i Chiba prefektur, är en japansk fotbollsspelare.
Torikai började sin karriär 2011 i Sagawa Shiga FC. 2013 flyttade han till FC Ryukyu. 2014 flyttade han till Renofa Yamaguchi FC. Han spelade 130 ligamatcher för klubben. Han gick tillbaka till FC Ryukyu 2019.